# Unterwegs
Unterwegs (niem. Ścieżki) – album Yvonne Catterfeld wydany 14 marca 2005 roku.

## Lista utworów
1. "Glaub an mich" – 03:42
2. "Grenzelos" – 03:39
3. "Leben lassen" – 04:07
4. "Unterwegs" – 03:18
5. "Dreh deine Welt ins Licht" – 03:42
6. "Eine Welt ohne dich" – 03:23
7. "Sag mir was meinst du?" – 03:28
8. "Ich halt'dich" – 03:49
9. "Als der Herbst kam" – 04:11
10. "Wieviele Menschen" – 03:51
11. "Licht am Horizont" – 03:18
12. "Als unser Hass noch Liebe war" – 03:47
13. "Zaubewort" – 03:18
14. "Superwoman" – 03:06